# 어니타 베이커
어니타 데니즈 베이커(Anita Denise Baker, 1958년 1월 26일 ~ )는 미국의 싱어송라이터이다. 1980년대 초반에는 밴드 챕터 8의 리드 싱어로 활동하고 있었지만, 소속 레코드 회사의 도산에 따라 그룹에서 탈퇴 이후 1983년에 베벌리 글렌 레코드에서 솔로 데뷔하였다.